# Луна, Сильвина
Сильви́на Ноэ́лия Лу́на (исп. Silvina Noelia Luna; 21 июня 1980, Росарио, Санта-Фе — 31 августа 2023, Буэнос-Айрес) — аргентинская актриса

 театра, кино и телевидения, фотомодель, телеведущая, артистка кабаре и диджей.

## Ранние годы
Сильвина Ноэлия Луна родилась 21 июня 1980 года в Росарио (Аргентина) в семье Серхио Омара Луны (1958 — 10 марта 2008) и Роксаны Чери (ум. 17 августа 2008). У неё есть младший брат — Эсекьель Луна (род. 1985), занимается биткойном и является менеджером диджеев. После окончания средней школы в 17-летнем возрасте, Луна переехала в Буэнос-Айрес, где работала секретарём и моделью. В тот период она изучала актёрское мастерство у актёра Хулио Чавеса. Работала в модельном агентстве Рикардо Пиньейро до тех пор, пока не попала на Национальное телевидение.

## Карьера
Национальная известность пришла к Луне в 2001 году после того, как она приняла участие во втором сезоне реалити-шоу «Большой брат», в котором заняла второе место. Покинув реалити-шоу, она продолжила карьеру модели и участвовала в различных рекламных кампаниях.
Как театральная актриса, Луна появилась в таких пьесах, как «Шампанское делает их мимозами» (2006), «Больше, чем друзья» (2008), «Абракадабра» (2016—2017), «Взрывчатка» (2017—2018) и других. На телевидении она появилась в таких сериалах, как «Рольданы» (2004), «Женаты… с детьми» (2005), «Гладиадоры Помпеи» (2006), «Эль-Капо» (2007) и «Встреча с незнакомцем» (2009—2010). Трижды участвовала в танцевальном реалити-шоу «Танцы ради мечты» (2006, 2009, 2017).
В 2016 году Луна переехала в Майами, США, где прожила год, а затем вернулась в Буэнос-Айрес. Некоторое время она также жила в Нью-Йорке, где продолжала актёрскую карьеру и занималась диджеингом.
В 2022 году Луна начала участвовать в реалити-шоу «Знаменитый отель», но была вынуждена покинуть проект из-за проблем со здоровьем.

## Личная жизнь
Луна не была замужем, не имела и не могла иметь детей из-за лечения почечной недостаточности препаратом, являющимся абортивным средством. В разные годы её связывали романтические отношения с футболистами Матиасом Мантильей (2003—2005), Марсело Саласом, Франко Костанцо, Федерико Инсуа, Лусиано Фигероа, Диего Марадоной, Фернандо Гаго и Ариэлем Гарсе, телеведущим Марсело Тинелли, Айто де ла Руа (сын президента Аргентины в 1999—2001 гг. Фернандо де ла Руа), кайтсёрфингистом Мартином Вари, музыкантами Иваном Нобле (2010), Мануэлем Весретсом (2011—2016) и Элем Поляко (2017—2018).

## Проблемы со здоровьем и смерть
В 2011 году Луна перенесла операцию по подтяжке ягодиц у хирурга Анибаля Лотоки. В июле 2014 года её госпитализировали с камнями в почках, которые были удалены катетерами. Медицинские исследования показали, что болезнь возникла из-за того, что во время операции Лотоки применил метакрилаты, запрещённые в Аргентине. В 2016 году вещество было удалено из ягодиц Луны во время операции в Майами. В результате неудачной операции у Луны развились гиперкальциемия, почечная недостаточность и аутоиммунное заболевание, вызванное приёмом лекарств. Кроме того, ей три раза в неделю приходилось проходить четырёхчасовой диализ в ожидании трансплантации почки.
В январе 2022 года Лотоки приговорили к четырём годам лишения свободы и пяти годам профессиональной дисквалификации по иску, поданному Луной и тремя другими женщинами, но в настоящее время он ещё не начал отбывать наказание, так как обжаловал приговор.
13 июня 2023 года Луну поместили в отделение интенсивной терапии итальянской больницы Буэнос-Айреса, где ей ввели успокоительные и интубировали. Во время пребывания в больнице, она также заразилась COVID-19. После того, как Луна провела более двух месяцев подключённой к аппарату искусственной вентиляции лёгких, стало ясно, что врачи сделали всё возможное и шансов на выздоровление у неё не осталось. После заключения врачей, младший брат женщины, Эсекьель Луна, дал разрешение на отключении сестры от аппарата. 31 августа 2023 года Луна умерла от почечной недостаточности в возрасте 43-х лет.
Ровно за две недели до смерти Луны, телеведущий и эксперт моды, 49-летний Мариано Капрарола, также умер от осложнений после операции по подтяжке ягодиц, проведённой тем же хирургом в 2010 году.